# René Ōhashi
René Ōhashi ist ein kanadischer Kameramann.

## Leben
René Ōhashi ist japanischer Abstammung. Er wuchs in Toronto auf. Er arbeitete als Verkäufer in einem Fotogeschäft, bevor er 1970 ein Studium an der York University begann. Nach seinem Abschluss 1976 arbeitete er als Kameraassistent, bevor er 1981 mit dem von Paul Shapiro inszenierten Fernsehdrama Clown White als hauptverantwortlicher Kameramann debütierte. Seitdem konnte er als sich als Kameramann etablieren und wurde häufig für mehrere Filmpreise nominiert und ausgezeichnet. So wurde er von 1986 bis 2007 11 Mal für die Gemini Awards nominiert, wobei er neun Auszeichnungen erhielt. Für die Canadian Society of Cinematographers Awards wurde er 17 Mal nominiert, wobei ihm sechs Auszeichnungen verliehen wurden.

## Filmografie (Auswahl)
Film
- 1981: Clown White
- 1983: Applaus für Janet (Introducing... Janet)
- 1985: Ein zauberhaftes Mädchen (Anne of Green Gables)
- 1987: Sommer unserer Träume (Sweet Lorraine)
- 1988: Hot Paint – Eine verdammt heiße Ware (Hot Paint)
- 1989: Millennium – Die 4. Dimension (Millennium)
- 1989: Wo ich zuhause bin (Where the Spirit Lives)
- 1992: Jagt den Killer (To Catch a Killer)
- 1995: Rent-a-Kid
- 1998: Die verrückte Kanone (Family Plan)
- 1999: Lost Memory (Water Damage)
- 2000: The Crossing – Die entscheidende Schlacht (The Crossing)
- 2002: They – Sie Kommen (They)
- 2004: Saint Ralph
- 2005: Jesse Stone: Eiskalt (Stone Cold)
- 2007: Jesse Stone: Alte Wunden (Jesse Stone: Sea Change)
- 2009: Jesse Stone: Dünnes Eis (Jesse Stone: Thin Ice)
- 2011: Faces in the Crowd
- 2015: Forsaken

Serie
- 1996–1997: Allein gegen die Zukunft (Early Edition, zwei Folgen)
- 2006–2007: Kidnapped – 13 Tage Hoffnung (Kidnapped, fünf Folgen)
- 2008–2009: Eleventh Hour – Einsatz in letzter Sekunde (Eleventh Hour, sechs Folgen)
- 2010–2013: Nikita
- 2017: Sneaky Pete